# José Delgarte
José Delgarte, O.SS.T. (Coimbra, 21 de outubro de 1663 - São Luís do Maranhão, 14 de dezembro de 1724) foi um prelado da Igreja Católica português da Ordem da Santíssima Trindade e bispo de São Luís do Maranhão.

## Biografia
Professou na Ordem da Santíssima Trindade para a Redenção dos Cativos e foi ordenado padre em 19 de agosto de 1686 no Convento de Santarém. Fez doutorado em direito e teologia na Universidade de Coimbra. Foi reitor do Convento de Coimbra e vigário-geral da sua Ordem.
Após sua nomeação como bispo de São Luís do Maranhão por Dom João V foi confirmado pelo Papa Clemente XI em 5 de outubro de 1716 e consagrado em Lisboa em 27 de dezembro de 1716 por Dom Vincenzo Bichi, núncio apostólico em Portugal, coadjuvado por Dom José de Oliveira, O.S.A., bispo emérito de Angola e Congo e por Dom Manuel da Silva Francês, bispo-auxiliar de Lisboa.
Chegou à Diocese em 4 de julho de 1717 e fez a sua entrada solene na Sé em 12 de julho. Em dezembro desse ano, viajou a Belém do Grão-Pará e vendo o tamanho de sua jurisdição, que se estendia do Oceano Atlântico às terras hispânicas na Floresta Amazônica, propôs ao Rei que dividisse a Diocese, sendo que seu pedido foi acatado por meio da bula Corpiosus in Misericordia, do Papa Clemente XI, criando a Diocese de Belém do Grão Pará.
Durante sua prelazia, entraram na vida eclesiástica 174 pessoas, em que pese a pobreza da Diocese para sua manutenção e as longas distâncias entre as paróquias. Em 1720, deu sua bênção na pedra fundamental da construção do Forte de São Francisco do Maranhão. Deixou diversos escritos.
Faleceu em São Luís em 14 de dezembro de 1724 e foi sepultado no Convento das Mercês de São Luís.

## Obras
- Sermaõ na ocasiaõ, que se queimou o Convento da Trindade de Lisboa pregado na Igreja do mesmo Convento a 30 de Setembro de 1708. Coimbra por Bento Seco Ferreira. 1709. 4.
- Sermaõ pregado ao recolher da Procissaõ na Tresladaçaõ da Milagrosa Imagem do Santo Christo de Santa Justa para a igreja de S. Tiago por causa da grande chea com que o rio Mondego allagou a Igreya, em que estava collocada a dita Imagem. Coimbra. Antonio Simoens Impressor da Universidade. 1709. 4.
- Sermaõ pregado no Triduo, que na Cathedral da Corte de Lisboa celebrou o Illustrissimo, e Reverendissimo Cabbido Sè Varante a 6 de Mayo na ocasaõ, que na Villa de Setubal sucedeo hum roubo Sacrilego anno 1715. Lisboa por Antonio Pedrozo Galraõ. 1715. 4.
- Novena considerada em alguns prodigios da milagroza vida de Santo Onofre. Lisboa por Antonio Pedrozo Galraõ. 1713. 12. e Coimbra no Collegio das Artes. 1727. 12.
- Sermoens varios 3. Tom. fol. M. S. Estavaõ promptos para a impressaõ, que naõ teve effeito por se auzentar o Author para o seu Bispado.